# Le Mani (gruppo musicale anni 1970)
Le Mani è stato un gruppo musicale rock progressivo formatosi a Milano nei primi anni 70'.

## Storia
Nati nei primi anni settanta Le Mani suonarono ad un paio di festival facendo di spalla ad alcuni importanti gruppi. Durante metà anni 70' venne proposto loro di registrare un LP: il risultato portò alla registrazione di un album incompleto, con alcune influenze inglesi, si ricordano gli Emerson, Lake & Palmer. Per via dell'improvvisa chiusura della casa discografica Trident Records, l'album non vide luce fino al 2006, quando vennero pubblicate due edizioni dell'album in CD, una italiana ed una giapponese.
Nel 1978 il tastierista Dario Piana e il flautista/sassofonista Roberto Bianconi pubblicarono, con il nome Piana-BigWhite, il singolo "Ra Elios/Nell'Aria", un singolo soft prog che venne mandato al concorso Disco Neve di quell'anno.

## Discografia

### Album
- 2006 - Le Mani

### Singoli
- 1978 - Ra Elios/Nell'Aria (di Diario PIana e Roberto Bianconi)

## Formazione
- Claudio Fucci (voce)
- Dario Piana (tastiere)
- Roberto Bianconi (flauto, sax)
- Mario Orfei (basso)
- Maurizio Gazzi (batteria)